# Еррол Спенс
Еррол Спенс — (англ. Errol Spence; 3 березня 1990, Лонг-Айленд, Нью-Йорк) — американський професійний боксер, чемпіон світу за версіями IBF (2017 — 2023), WBC (2019 — 2023) та WBA Super (2022-2023) в напівсередній вазі.

## Аматорська кар'єра
Еррол Спенс тричі (2009,2010,2011) виграв чемпіонат США серед аматорів у напівсередній вазі. Він був чемпіоном молодіжного турніру Золоті рукавички (2009) і чемпіоном молодіжних національних Олімпійських ігор.
На чемпіонаті світу 2011 він здобув три перемоги, у тому числі в 1/8 фіналу над Балажем Бачкаї (Угорщина), а у чвертьфіналі програв Серіку Сапієву (Казахстан) — 10-20.
На Олімпійських іграх 2012 Еррол Спенс здобув перемоги над Майком Карвальо (Бразилія) — 16-10 та Вікасом Крішан Ядав (Індія) — 15-13. Хоча спочатку судді присудили перемогу індійському боксеру, команда США подала протет на результат бою, і AIBA, задовольнивши протест, визнала Спенса переможцем бою з Вікасом Крішан Ядав. У чвертьфіналі Спенс програв Андрію Замковому (Росія) — 11-16.

## Професіональна кар'єра
Після Олімпіади Спенс 9 листопада 2012 року дебютував на професійному рингу.
Протягом 2012—2014 років провів 15 переможних боїв, піднімаючись в рейтингах боксерських організацій.
2015 року Еррол Спенс здобув ще чотири перемоги і зайняв 2-е місце в рейтингу IBF в напівсередній вазі. ESPN визнав його проспектом року.
16 квітня 2016 року Еррол Спенс зустрівся в бою з колишнім чемпіоном світу у напівсередній вазі Крісом Алгієрі (США) і здобув перемогу нокаутом у п'ятому раунді, завдавши супернику єдину в його кар'єрі дострокову поразку.
21 серпня 2016 року переміг нокаутом Леонардо Бунду (Італія) і став обов'язковим претендентом на титул чемпіона світу IBF.

### Спенс проти Брука
27 травня 2017 року в Шеффілді відбувся бій за звання чемпіона світу за версією IBF в напівсередній вазі між Ерролом Спенсом і британцем Келлом Брук. Напружений бій проходив за переваги американця, який викидав комбінації, поступово вимотуючи чемпіона. У 10 раунді Еррол надіслав Брука в нокдаун і намагався добити до завершення раунду. В 11 раунді після кількох ударів Спенса Брук опустився на коліно через пошкодження лівого ока, яке було травмоване в попередньому бою з Головкіним. Рефері зупинив бій, і Спенс, завдавши поразки до того непереможному Бруку, став новим чемпіоном світу.
2018 року Еррол Спенс здобув перемоги над колишнім чемпіоном світу в першій напівсередній вазі за версією IBF американцем Ламонтом Пітерсоном і мексиканцем Карлосом Окампо.

### Спенс проти Майка Гарсії
Влітку 2018 року виклик Ерролу Спенсу зробив непереможний чемпіон світу в чотирьох категоріях Майкі Гарсія. Спенс виклик прийняв.
Поєдинок між Майкі Гарсія і Ерролом Спенсом відбувся 16 березня 2019 року на стадіоні у Арлінгтоні (Вашингтон) і транслювався по системі Pay-per-view на телеканалі Showtime. Гарсія заради цього бою піднявся на дві вагові категорії і тому, попри усі його заяви перед боєм, вважався аутсайдером у поєдинку. Бій пройшов за повного домінування Спенса, який мав перевагу у антропометрії. Еррол впевнено почувався на ринзі с першої секунди бою до останньої і, хоч і не завершив поєдинок достроково, просто декласував Гарсію. Рішення суддів було одноголосним—один суддя виставив 120—107 на користь Спенса, інші двоє—120-108. Спенс успішно захистив свій титул, Гарсія зазнав першої поразки.

### Спенс проти Портера
28 вересня 2019 року відбувся об'єднавчий бій між чемпіоном світу за версією IBF Ерролом Спенсом і чемпіоном світу за версією WBC Шоном Портером. Напружений і видовищний поєдинок, в якому Портер побував у нокдауні в 11 раунді, тривав усі 12 раундів і закінчився перемогою розділеним рішенням Спенса, який об'єднав титули.

### ДТП за участю Спенса
Через дві неділі після бою з Портером Спенс став винуватцем жахливої ДТП, в якій сам і постраждав. Керуючи автомобілем «Ferrari» на великій швидкості у нетверезому стані і не пристібнутим ремінем безпеки, Спенс здійснив різкий маневр, через що машина кілька разів перевернулася, а водій вилетів з авто, після чого його негайно госпіталізували.
Обстеження показало, що боксеру пощастило: переломів кісток не було, лише рвані рани обличчя. Через три місяці після аварії Спенс повернувся до тренувань.

### Спенс проти Денні Гарсії
В першому після ДТП бою Еррол Спенс 5 грудня 2020 року зустрівся з співвітчизником екс-чемпіоном світу Денні Гарсією. Конкурентного бою не вийшло. Спенс мав явну перевагу впродовж усього бою і здобув перемогу одностайним рішенням суддів.

### Бій, що не відбувся
У травні 2021 року було оголошено, що наступний поєдинок Еррол Спенс проведе 21 серпня у Лас-Вегасі, штат Невада проти колишнього чемпіона світу у восьми вагових категоріях філіппінця Менні Пак'яо. Але за 10 днів до поєдинку лікарі діагностували у Спенса відшарування сітківки лівого ока, і бій було скасовано. 11 серпня 2021 року Спенс переніс операцію на оці.

### Спенс проти Угаса
16 квітня 2022 року відбувся об'єднавчий бій Еррола Спенса з чемпіоном світу за версією WBA Super Йорденісом Угасом (Куба). З першого раунду американець виступав агресором, а Угас намагався відповідати. Бій закінчився у десятому раунді, коли у Угаса майже закрилося праве око. Еррол Спенс об'єднав три титула у напівсередній вазі.

### Спенс проти Кроуфорда
29 липня 2023 року відбувся бій між чемпіоном за трьома версіями Ерролом Спенсом і чемпіоном за версією WBO Теренсом Кроуфордом.
Спенс, тричі по ходу бою побувавши в нокдаунах, програв технічним нокаутом в дев'ятому раунді, зазнавши першої в кар'єрі поразки.